# برایان برچ (بازیکن فوتبال، زاده ۱۹۳۸)
برایان برچ (انگلیسی: Brian Birch؛ زادهٔ ۹ آوریل ۱۹۳۸) بازیکن فوتبال اهل بریتانیا است.
از باشگاه‌هایی که در آن بازی کرده‌است می‌توان به باشگاه فوتبال روچدیل و باشگاه فوتبال بولتون واندررز اشاره کرد.